# 진주 김해김씨비각
진주 김해김씨비각(晉州 金海金氏碑閣)은 대한민국 경상남도 진주시 남성동, 진주성에 있는 대한제국시대의 비각이다.
1976년 12월 20일 경상남도의 유형문화재 제155호 김해김씨비각으로 지정되었다가, 2018년 12월 20일 현재의 명칭으로 변경되었다.

## 개요
비석을 보호하기 위해 세운 건물이다. 옛날 하동으로 가는 길목인 진주성 북쪽 성벽 밑에 있으며, 이 길목도 비각거리, 또는 빗집거리라고 부른다.
비각의 규모는 앞면 2칸·옆면 1칸이고, 옆면이 여덟 팔(八)자 모양과 비슷한 팔작지붕의 1층 목조 건축물이다.
안쪽 2개의 비는 광무 5년(1901)과 1907년에 각각 세워진 것으로, 고종황제 당시에 진주성 안에 살고 있던 사람들이 질병이나 어려움을 당했을 때 개인 재산을 털어 그들을 도와준 연안 차씨와 아들 김정식 모자의 은혜를 기리기 위해 마을 사람들이 세운 시혜불망비이다.
이 비각은 대한제국 마지막 시기에 지어진 것으로 그 당시 비각의 양식을 알 수 있게 해주는 중요한 자료이다.

## 참고 자료
- 김해김씨비각 - 국가유산청 국가유산포털